# Samwel Grikorian
Samwel Grikorian (orm. Սամվել Գրիգորյանը; ur. 2001) – ormiański zapaśnik startujący w stylu klasycznym. 
Piąty na mistrzostwach Europy w 2025. Brązowy medalista wojskowych MŚ w 2024. 
Trzeci na ME U-23 w 2021. Drugi na ME kadetów w 2016 roku.